# Gammel hankat
Gammel hankat är ett album utgivet av Kim Larsen & Kjukken den 14 november 2006.

## Låtlista
1. Fru Fortuna
2. Gammel hankat
3. Gwendolina
4. Mest af alt
5. En af de få
6. Dansen går i engen
7. Fremmed
8. Sæson for kærlighed
9. Speedy
10. Lille spejl (tidigare utgiven av Trine Dyrholm)
11. Finder altid et sted
12. Huset med de 100 døre
13. Fuglen i træet
14. Stille i verden (tidigare utgiven av af Trine Dyrholm)
15. Kun for dårer
16. Vægter, syng din sang
17. Ode til Sensitiva